# King’s Thorn
King’s Thorn – przysiółek w Anglii, w hrabstwie Herefordshire, w dystrykcie (unitary authority) Herefordshire. Leży 9,1 km od miasta Hereford i 189,3 km od Londynu. W 2016 miejscowość liczyła 839 mieszkańców.